# Raposa (Almeirim)
Raposa is een plaats (freguesia) in de Portugese gemeente Almeirim en telt 591 inwoners (2001).